# 宝山鎮
宝山鎮（ほうざん-ちん）は中華人民共和国遼寧省鳳城市の西南部に位置する鎮。

## 地理
宝山鎮は鳳城中心部より22キロメートル、東経123°40 ′13 ″から東経123 °57 ′12 ″、北緯40 °15 ′37 ″から40 °30 ′40 ″の範囲に位置する。
東西22キロメートル、南北18キロメートル、地形は丘陵地帯で低山が続いている。宝石山、老虎嶺などの山があり、最高峰は、黒溝崗小平峰の810.2メートル。年平均気温気温は7.5℃、年間降水量1000mm、霜が降りない期間は年平均165日。
耕地面積は499.3平方キロメートル、森林面積は3518.97平方キロメートル、牧草地面積は1平衡キロメートル。

## 行政区画
下部に10村を管轄し、109村民組を構成する。

## 経済
鉱物資源が豊富であり、耐火材料となる紅柱石の埋蔵量は約2億トンで、アジア第1位、世界でも第3位の埋蔵量である。他に石灰石10万トン、花崗岩、大理石が各1億立方メートルの埋蔵量が確認されている。

## 教育
- 遼寧省鳳城市宝山中学 - 鎮内唯一の中学校